# Садовое (Томаковский район)
Садовое (укр. Садове) — село,
Владимировский сельский совет,
Томаковский район,
Днепропетровская область,
Украина.
Код КОАТУУ — 1225481009. Население по переписи 2001 года составляло 94 человека .

## Географическое положение
Село Садовое находится на расстоянии в 1,5 км от села Грушевое и в 2-х км от села Запорожское.
Рядом с селом протекает пересыхающий ручей с большой запрудой.